# Colin Buchanan (Bischof)
Colin Ogilvie Buchanan (* 9. August 1934; † 29. November 2023 in Leeds) war ein britischer anglikanischer Bischof und Theologe. Er war Rektor des St John’s College in Nottingham (1979–1985) sowie Bischof von Aston (1985–1989) und Woolwich (1996–2004).

## Leben und Karriere
Buchanan wurde am 9. August 1934 als Sohn von  Robert Ogilvie Buchanan und Kathleen Mary Buchanan (geborene Parnell) geboren. Er ging zunächst auf die Whitgift School und besuchte dann ein Gymnasium. Anschließend studierte er am Lincoln College in Oxford und machte dort seinen Bachelor of Arts, welcher später zum Master of Arts erklärt wurde. Ab 1959 besuchte er das Trinity College in Bristol, um sich dort auf seine Ordination vorzubereiten.
1961 wurde Buchanan in der Church of England zum Diakon und 1962 zum Priester geweiht. In den Jahren von 1961 bis 1964 war er Kurat in einer Pfarrei in Cheadle der Diözese Chester.
1963 heiratete Buchanan, er hatte zwei Kinder.
Von 1964 an arbeitete Buchanan 21 Jahre am St John’s College in unterschiedlichen Positionen (Bibliothekar, Registrator, stellvertretender Direktor), bevor er 1979 Direktor wurde. Dieses Amt bekleidete er bis 1985, als er als Kanoniker nach Southwell Minster ging.
Nach seiner Weihe zum Bischof 1985 wurde er für die Zeit von 1985 bis 1989 Bischof von Aston. Als stellvertretender Bischof war er von 1989 bis 1996 für die Diözese Rochester und von 1990 bis 1991 für die Diözese Southwark tätig. Außerdem war Buchanan von 1990 bis 2004 Mitglied des Bischofshauses der Generalsynode sowie bis 1996 Vikar in Gillingham. Danach kehrte er hauptamtlich in den Episkopat zurück und war von 1996 bis 2004 Bischof von Woolwich.
Im Juli 2004 gab Buchanan sein hauptamtliches Bischofsamt auf. Er amtierte aber noch ehrenamtlich als stellvertretender Bischof in der Diözese Bradford von 2004 sowie der Diözese Ripon und Leeds von 2005 bis jeweils 2014. Ab 2015 war Buchanan in der Diözese Leeds ehrenamtlich stellvertretender Bischof.

## Werke (Auswahl)
- Modern Anglican liturgies, 1958–1968. Oxford University Press, London 1968, ISBN 0-19-213416-7 (englisch).
- Growing Into Union: Proposals for Forming a United Church in England. S.P.C.K., London 1970, ISBN 0-281-02487-1 (englisch, eingeschränkte Vorschau in der Google-Buchsuche).
- Further Anglican liturgies, 1968–1975. Grove Books, Bramcote 1975, ISBN 0-901710-66-0 (englisch).
- Anglican worship today: Collins illustrated guide to the Alternative Service Book 1980. Collins, London 1980, ISBN 0-00-599661-9 (englisch).
- Latest Anglican liturgies, 1976–1984 (= Alcuin club collection. Nr. 66). Grove Books, Nottingham 1985, ISBN 0-281-04140-7 (englisch).
- Is the Church of England Biblical?: An Anglican Ecclesiology. Darton, Longman & Todd, London 1998, ISBN 0-232-52134-4 (englisch, eingeschränkte Vorschau in der Google-Buchsuche).
- Anglican Eucharistic Liturgies: 1985–2010. Canterbury Press, London 2011, ISBN 978-1-84825-087-1 (englisch, eingeschränkte Vorschau in der Google-Buchsuche).